# Храм Преображения Господня (Бужарово)
Храм Преображения Господня (Преображенский храм) — приходской православный храм в селе Бужарово Истринского района Московской области, памятник культуры местного значения. Приход церкви входит в Истринское благочиние Одинцовской епархии Русской православной церкви.

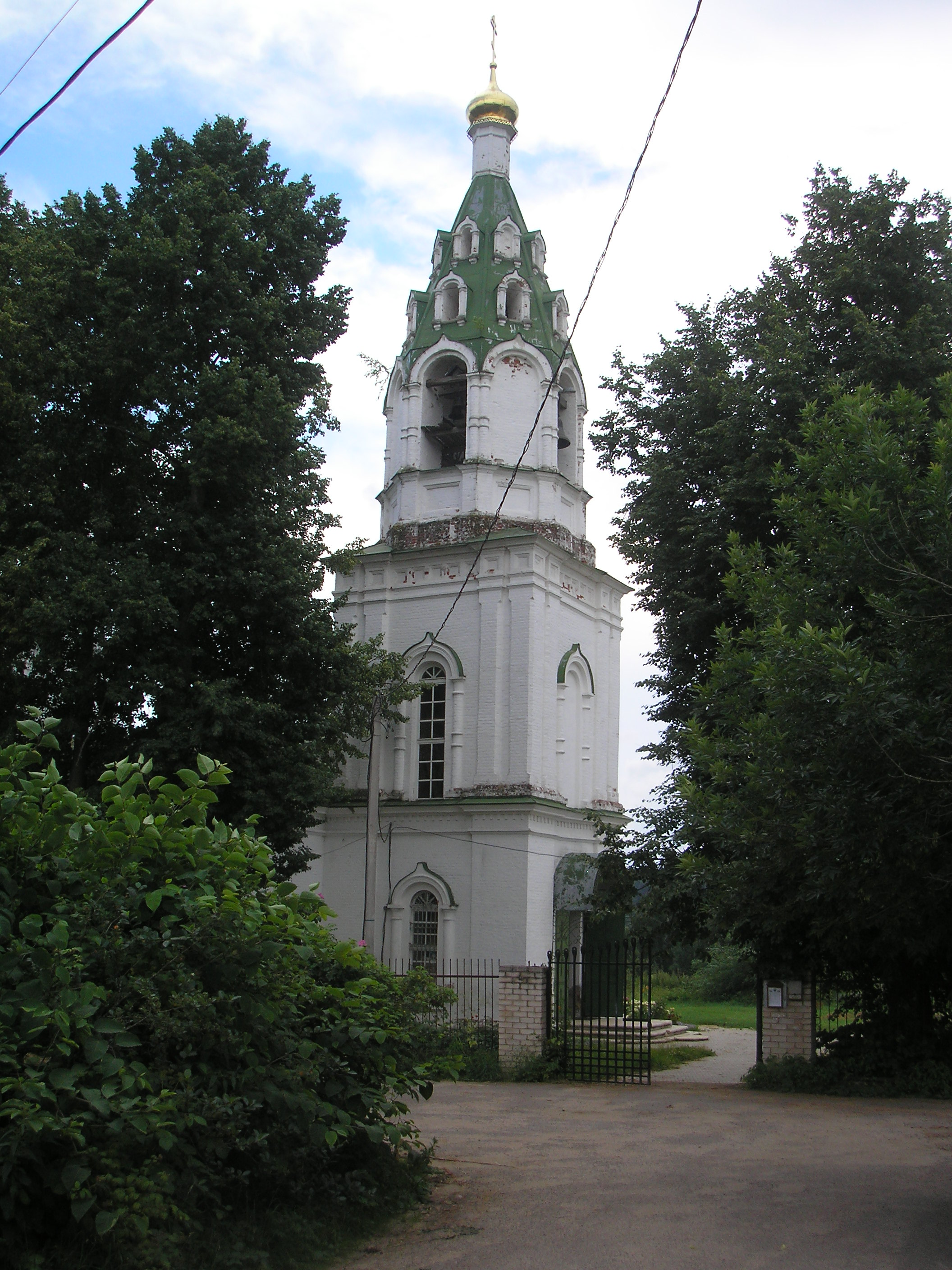

## История
Первое упоминание деревянного храма в селе Бужарово встречается в межевой грамоте великого князя Ивана III 16 июня 1504 года. В 1512 году владелица села Ирина Товаркова-Пушкина передала Бужарово в Иосифо-Волоцкий монастырь.
В 1731 году на средства прихожан была выстроена деревянная церковь с колокольней на каменном фундаменте.
В 1859 1861 гг. был построен каменный храм был, в русско-византийском стиле, тщанием Бориса Савватиева и прихожан села.
В 1930 е гг. храм был закрыт и разграблен. Сохранились рамы иконостасов 60-х годов XIX века и роспись 2-й половины XIX века.
Возвращён церкви в 1992 году, в 1994 году, в первую неделю Великого Поста, был воздвигнут крест, произведён ремонт, реставрация здания продолжается. На юго-восточной стороне от церкви бьёт источник, считающийся чудотворным, на котором устроена купель.

## Устройство
Храм построен из кирпича. Имеет три престола:
- в честь Преображения Господня — главный
- в честь Успения Пресвятой Богородицы — придел
- в честь святителя Николай Чудотворца — придел

## Современное состояние
- Адрес: Россия, Московская область, Истринский район, с. Бужарово, ул. Первомайская.
- Телефон: 8 (49631) 6-34-64.

Престольный праздник — 19 августа.
Настоятель — священник Алексий Иванович Бондарев.
Церковь передана верующим в 1992 году. Ведутся реставрационные работы.